# Vincent deve morire
Vincent deve morire (Vincent doit mourir) è un film thriller francese del 2023 diretto da Stéphan Castang.

## Trama
Vincent lavora in uno studio grafico a Lione. Un giorno viene attaccato, senza motivo, da uno stagista. L'episodio sembrerebbe apparentemente una parentesi. Eppure, a distanza di breve tempo, il giovane viene nuovamente aggredito più volte da colleghi e sconosciuti. 
Un giorno incontra Margaux, una cameriera che sembra essere l'unica persona che non vuole uccidere Vincent. Più tardi, quando cerca di allontanarsi con lei, sente alla radio la notizia di una pestilenza e vede un mucchio di persone che cercano di uccidersi a vicenda. 

## Produzione
Opera prima di Stéphan Castang, il copione del film risale al 2017, anno in cui l'autore, Mathieu Naert, ha sottoposto l'opera ad un bando nazionale, vincendo il premio come miglior sceneggiatura.

## Distribuzione
Il lungometraggio viene distribuito nelle sale francesi il 15 novembre 2023. In Italia, il film è stato presentato al Torino Film Festival 2023, ed è uscito il 30 maggio 2024.

## Accoglienza
L'aggregatore di recensioni Rotten Tomatoes riporta il 93% di recensioni positive, con un punteggio medio di 7,1 su 10 basato su parere di ventisette critici. In Italia la critica Miram Raccosta su Cinematografo loda il fatto che "il regista con intelligenza impugna le caratteristiche dei generi di riferimento omaggiando un certo tipo di cinema d’assedio", così come Tonino De Pace su Sentieri Selvaggi scrive che Castang "firma un film che sa inquietare, insospettire e che diventa cartina di tornasole di una condizione che sembra essersi ormai radicata in quelle quasi inavvertibili piccole violenze quotidiane che si scatenano".

## Riconoscimenti
- 2023 - Festival di Cannes
  - In concorso per la Caméra d'or
- 2023 - European Film Awards
  - Candidatura per miglior rivelazione a Stéphan Castang
- 2023 - Festival del Cinema di Sitges
  - Miglior attore protagonista a Karim Leklou
  - Candidatura per miglior film
- 2024 - Premio César
  - Candidatura per la migliore opera prima
- 2024 – Premio Lumière
  - Candidatura per la migliore opera prima
  - Candidatura per il miglior attore a Karim Leklou
- 2024 – Premio Magritte[9][10]
  - Miglior film straniero in coproduzione
  - Candidatura per il miglior sonoro a Dirk Bombey, Emilie Mauguet, Xavier Thieulin e Bertrand Boudaud